# Arcidiocesi di Pelotas
L'arcidiocesi di Pelotas (in latino: Archioecesis Pelotensis) è una sede metropolitana della Chiesa cattolica in Brasile. Nel 2021 contava 261.485 battezzati su 576.370 abitanti. È retta dall'arcivescovo Jacinto Bergmann.

## Territorio
L'arcidiocesi comprende 13 comuni nella parte meridionale dello Stato brasiliano del Rio Grande do Sul al confine con l'Uruguay: Pelotas, São Lourenço do Sul, Turuçu, Canguçu, Morro Redondo, Capão do Leão, Piratini, Pedro Osório, Cerrito, Arroio Grande, Arroio do Padre, Jaguarão e Herval.
Sede arcivescovile è la città di Pelotas, dove si trova la cattedrale di San Francesco da Paola.
Il territorio si estende su 19.506 km² ed è suddiviso in 26 parrocchie, raggruppate in tre aree pastorali: Pelotas, Jaguarão e Canguçu.

### Provincia ecclesiastica
La provincia ecclesiastica di Pelotas, istituita nel 2011, comprende due suffraganee:
- la diocesi di Bagé;
- la diocesi di Rio Grande.

## Storia
La diocesi di Pelotas fu eretta il 15 agosto 1910 con la bolla Praedecessorum Nostrorum di papa Pio X, ricavandone il territorio dalla diocesi di São Pedro do Rio Grande, che contestualmente è stata elevata al rango di arcidiocesi metropolitana e ha assunto il nome di arcidiocesi di Porto Alegre. Originariamente era suffraganea della stessa arcidiocesi di Porto Alegre.
Il 25 giugno 1960 e il 27 maggio 1971 cedette porzioni del suo territorio a vantaggio dell'erezione rispettivamente delle diocesi di Bagé e di Rio Grande.
Il 13 aprile 2011 è stata elevata al rango di arcidiocesi metropolitana con la bolla Sacrorum Antistites di papa Benedetto XVI.

## Cronotassi dei vescovi
Si omettono i periodi di sede vacante non superiori ai 2 anni o non storicamente accertati.

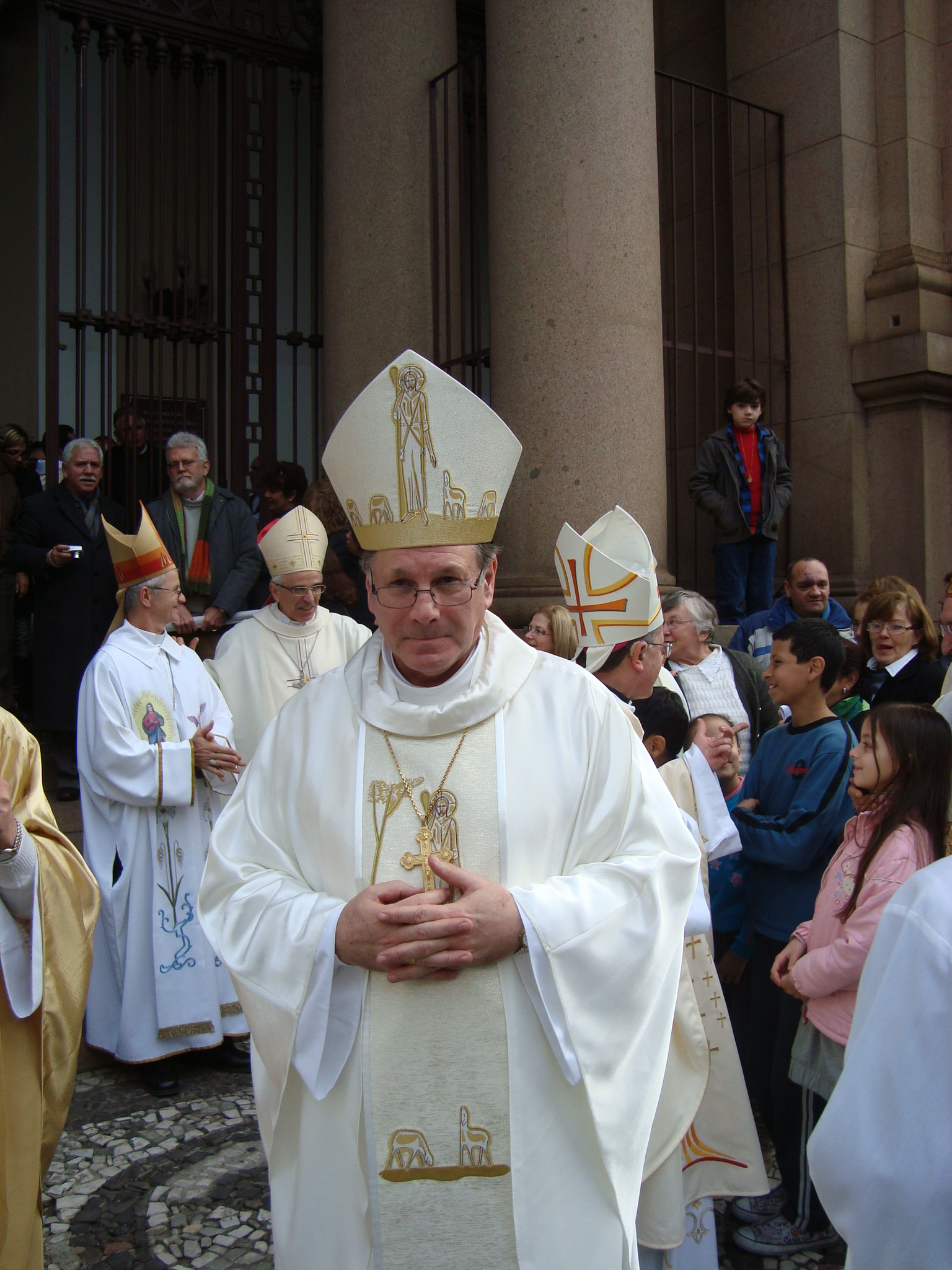
L'arcivescovo Jacinto Bergmann.

- Francisco de Campos Barreto † (12 maggio 1911 - 30 luglio 1920 nominato vescovo di Campinas)
- Joaquim Ferreira de Melo † (15 marzo 1921 - 22 settembre 1940 deceduto)
- Antônio Zattera † (31 gennaio 1942 - 1º settembre 1977 dimesso)
- Jayme Henrique Chemello (1º settembre 1977 - 1º luglio 2009 ritirato)
- Jacinto Bergmann, dal 1º luglio 2009

## Statistiche
L'arcidiocesi nel 2021 su una popolazione di 576.370 persone contava 261.485 battezzati, corrispondenti al 45,4% del totale.
| anno | popolazione | popolazione | popolazione | presbiteri | presbiteri | presbiteri | presbiteri                | diaconi | religiosi | religiosi | parrocchie |
| anno | battezzati  | totale      | %           | numero     | secolari   | regolari   | battezzati per presbitero | diaconi | uomini    | donne     | parrocchie |
| ---- | ----------- | ----------- | ----------- | ---------- | ---------- | ---------- | ------------------------- | ------- | --------- | --------- | ---------- |
| 1949 | 400.000     | 472.160     | 84,7        | 61         | 26         | 35         | 6.557                     |         | 89        | 518       | 19         |
| 1966 | 530.000     | 640.900     | 82,7        | 64         | 48         | 16         | 8.281                     |         | 40        | 449       | 27         |
| 1970 | ?           | 690.000     | ?           | 69         | 47         | 22         | ?                         | 1       | 61        | 444       | 30         |
| 1976 | 345.355     | 406.309     | 85,0        | 40         | 29         | 11         | 8.633                     |         | 16        | 250       | 18         |
| 1980 | 311.000     | 480.000     | 64,8        | 46         | 32         | 14         | 6.760                     |         | 27        | 247       | 20         |
| 1990 | 377.000     | 580.000     | 65,0        | 44         | 32         | 12         | 8.568                     |         | 35        | 202       | 25         |
| 1999 | 302.000     | 524.000     | 57,6        | 52         | 40         | 12         | 5.807                     | 3       | 29        | 148       | 25         |
| 2000 | 305.000     | 530.000     | 57,5        | 52         | 40         | 12         | 5.865                     | 3       | 29        | 148       | 25         |
| 2001 | 295.061     | 511.505     | 57,7        | 51         | 39         | 12         | 5.785                     | 3       | 27        | 148       | 25         |
| 2002 | 295.061     | 511.505     | 57,7        | 53         | 39         | 14         | 5.567                     | 3       | 24        | 165       | 25         |
| 2003 | 315.000     | 543.732     | 57,9        | 51         | 36         | 15         | 6.176                     | 8       | 26        | 134       | 25         |
| 2004 | 315.000     | 543.732     | 57,9        | 49         | 35         | 14         | 6.428                     | 13      | 28        | 140       | 25         |
| 2013 | 355.000     | 613.000     | 57,9        | 52         | 39         | 13         | 6.826                     | 16      | 27        | 149       | 26         |
| 2016 | 364.000     | 628.000     | 58,0        | 43         | 35         | 8          | 8.465                     | 24      | 16        | 149       | 25         |
| 2019 | 372.500     | 643.100     | 57,9        | 47         | 37         | 10         | 7.925                     | 31      | 19        | 63        | 26         |
| 2021 | 261.485     | 576.370     | 45,4        | 46         | 37         | 9          | 5.684                     | 33      | 14        | 47        | 26         |